# Courbe (marine)

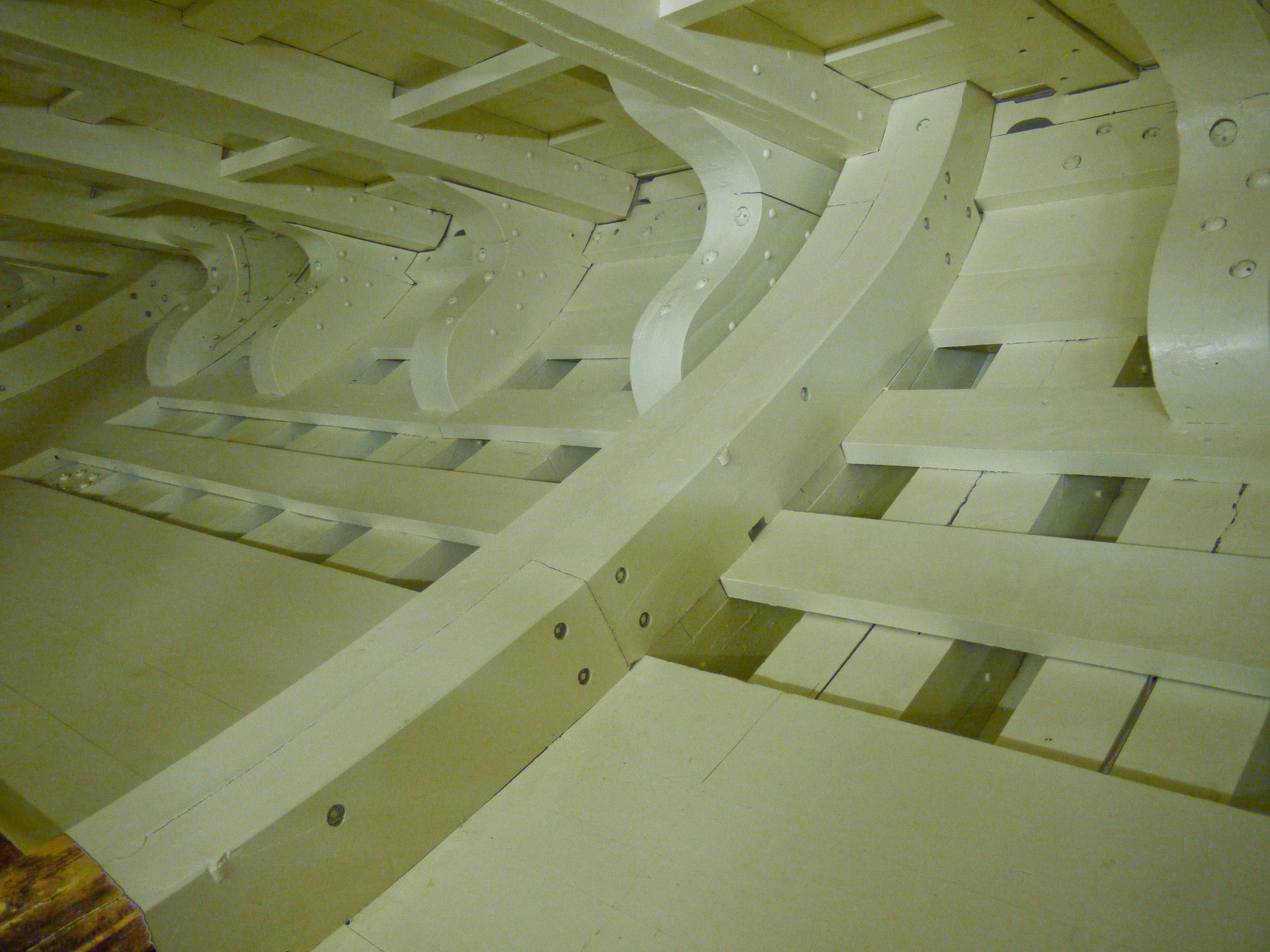
Hermione (2014), courbes des baux visibles

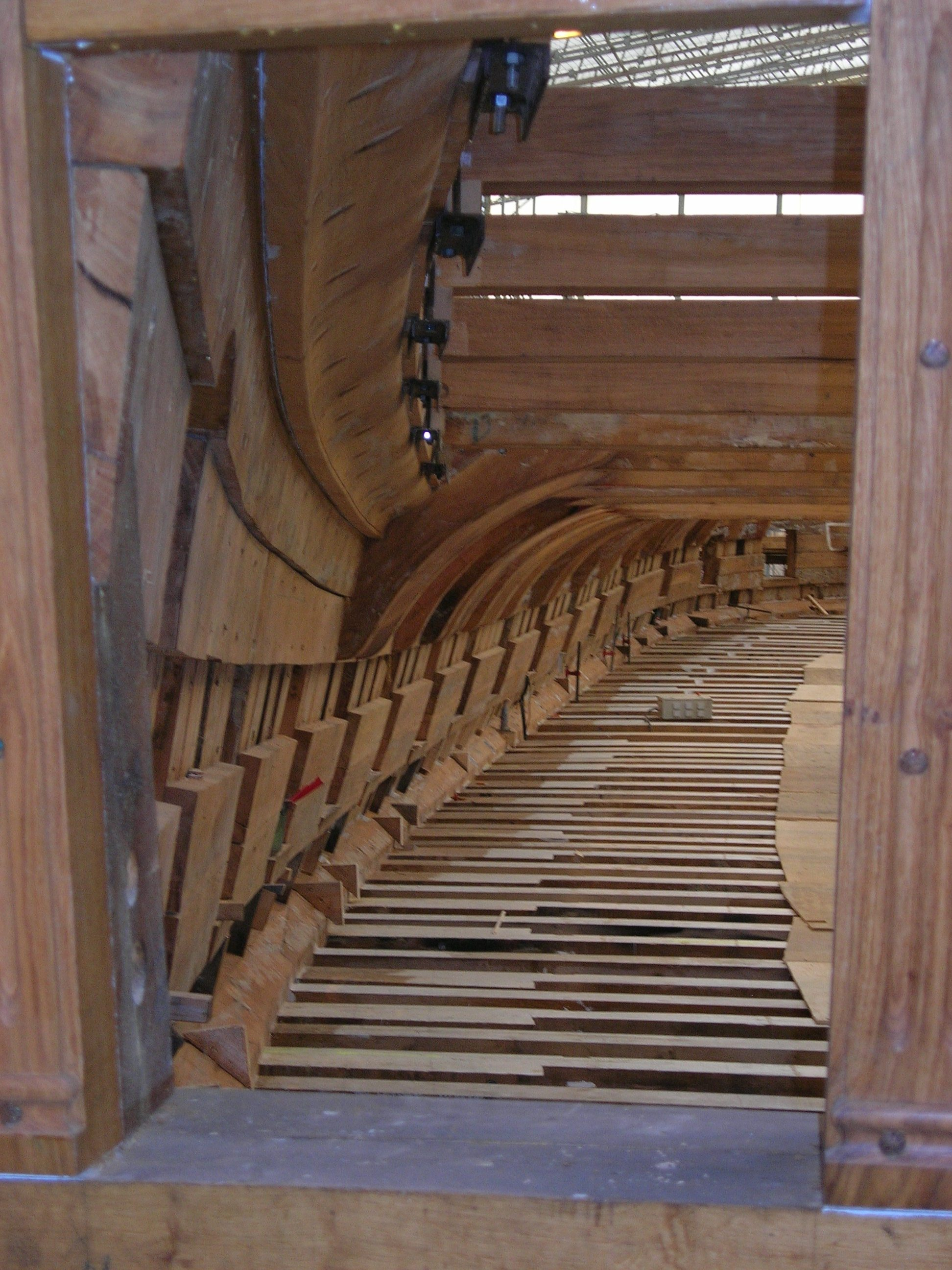
Hermione (2014), courbes des baux

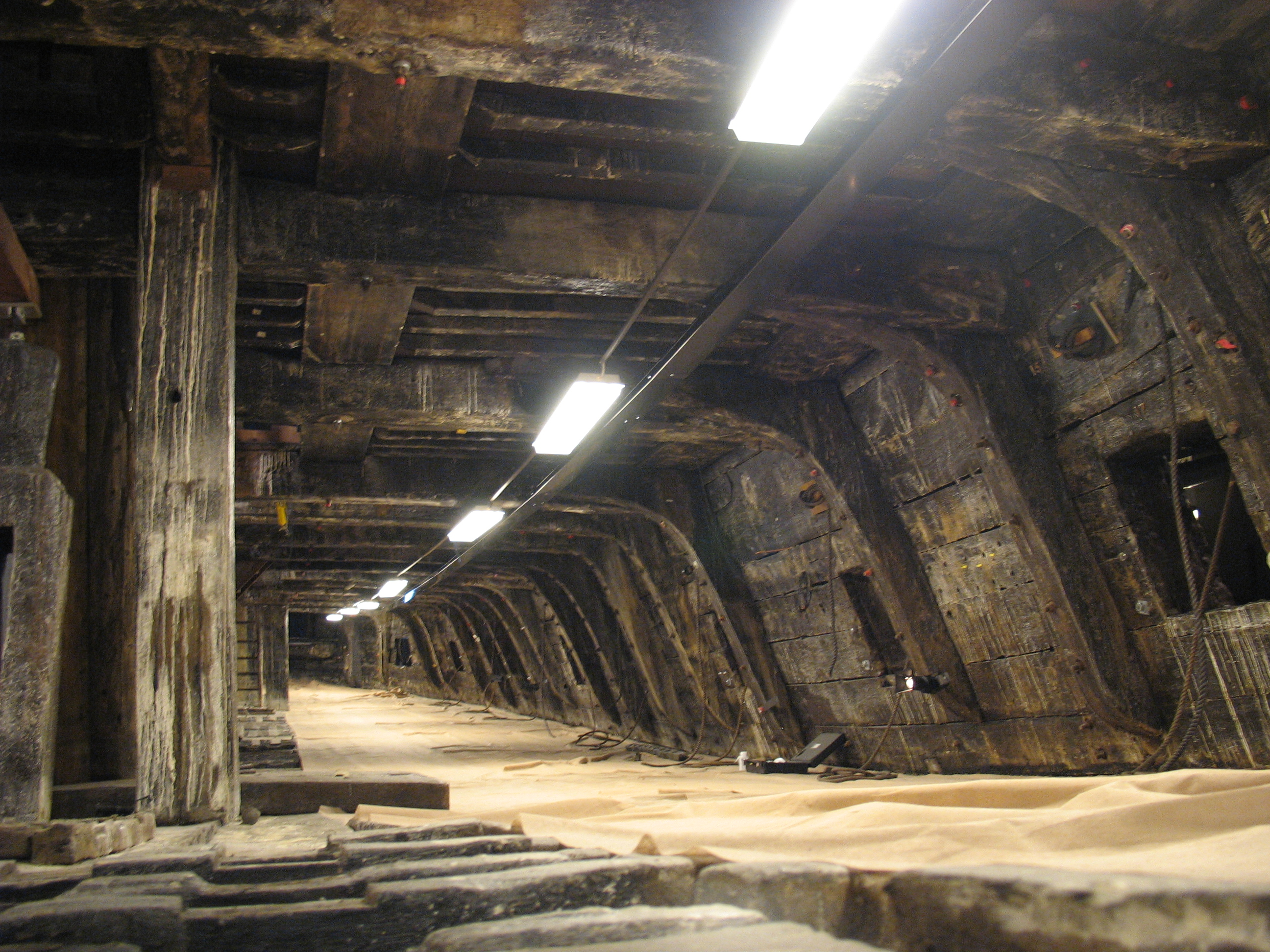
Vasa, pont supérieur, 1628

Les courbes sont dans le vocabulaire de marine, des pièces en bois en forme de console (bois tors), ou des équerres en fer, destinées à assurer la rigidité entre certains éléments verticaux et certains éléments horizontaux d'un navire auxquels elles sont fixées. Elles prennent quelquefois le nom de « courbaton » ou de « gousset ».

## Description
Les courbes servent le plus ordinairement à lier les baux avec les membres du navire; ils font ensemble une liaison solide, lorsqu'ils sont exactement joints aux baux et aux côtes du vaisseau, sur lesquelles on les cheville, de manière que l'angle de chaque courbe soit parfaitement emboîté dans l'angle formé par le bord et les baux; les baux non-seulement des ponts, mais aussi du faux-pont et des gaillards, des chambres et du tillac. Ils prennent le noms de « courbes des baux » ou « gousset de barrot »; les noms peuvent être suivi du nom de la membrure à laquelle les courbes se raccordent « courbes de tillac », « courbes de chambre », « courbes de pont », « courbes de gaillard ». Suivant leur position, ces courbes sont aussi nommées « verticales », « horizontales », ou obliques.
On tire traditionnellement les courbes de la tête des arbres: la plus forte branche, et d'autre part le corps de l'arbre forment courbe et leur jonction s'appelle « collet », on trouve aussi des courbes à l'intersection d'un tronc et d'une racine, les deux forment un angle quasi-droit. Les courbes se classent par espèce, selon les dimensions qu'elles présentent après l'équarrissage.
La plupart des pièces de bois courbes dont a besoin la marine sont rassemblées sous le nom de « bois tors » ou de « bois courbant ». Les courbes forment une catégorie à part, très rares. Une circulaire de 1802, presse les agents forestiers de fournir à la marine quatre mille courbes et des primes d'encouragements sont même avancées pour ce genre de fourniture.
Certains bois fortement anémomorphosés qui ont grandi sur des sols exposés à un vent dominant, sur les terres littorales ou sur des crêtes, etc., sont appelés à l'international selon l'expression allemande « krummholz » (bois coudé), expression qui découle de l'usage en marine pour la fabrication des courbes, elles prennent aussi en allemand le nom de « knieholz » (bois de genou) qui est vu comme un synonyme de « krummholz », les courbes sont en appelée en anglais « knee » (genou). En français le port de ces arbres est dit « en drapeau ».

## Typologie complète
En général, les courbes prennent le nom des pièces auxquelles elles se rattachent particulièrement. Savoir:
- courbe d'arcasse — lient, dans chacun des angles de la poupe, les barres de l'arcasse avec le corps du vaisseau, d'un bout contre la lisse d'hourdi, et en retour contre les membres du navire;
- courbe de bossoir — soutient le bossoir en dessous en forme de console, et le lie avec le revers du coltis;
- courbe de bittes — celles que l'on place en avant des grandes bittes, une branche sur trois à quatre baux du pont, et l'autre contre les montants de bittes;
- courbe de capucine — lie en partie l'étrave avec l'éperon: on donne aussi le nom de courbe de capucine à des courbes verticales de bois ou de fer, qui servent à établir une liaison particulière entre le plancher, ou le pont d'un vaisseau et la muraille, lorsque ces parties commencent à se désunir;
- courbes d'écubiers ou guirlandes — servent à lier l'avant du vaisseau, en l'étendant des deux côtés de l'étrave dessous les écubiers en dedans;
- courbes d'écusson ou de contre-lisse — placées dans la cale sur les façons de l'arrière ; leur branche inférieure est liée obliquement sur plusieurs membres, et la supérieure arc-boute contre l'arcasse, au-dessous de la barre du premier pont;
- courbe d'étambot — lie l'extrémité de la quille avec l'étambot;
- courbe de jottereaux — lie la proue avec l'éperon.

Les courbatons – diminutif de courbe, petites courbes  – servent à lier les baux des gaillards et dunettes avec les membres; on emploie encore les courbatons à d'autres usages:
- courbaton ou taquet de hune — petites pièces de bois qui servent à lier la charpente de la hune; elles sont placées dessus en forme de rayons;
- courbaton de beaupré — petite courbe que l'on met entre les violons, avec un chouquet, pour planter le bâton du pavillon d'avant, ou pour mâter un mât de perroquet de beaupré;
- courbaton de bittes — petites courbes placées sur les baux, en avant des petites bittes et bittons.

- Nicolas Aubin. Dictionnaire de marine[6]. Gabarit d'un vaisseau vers 1700 (Première figure). Les courbes et aiguillettes sont exagérées par souci didactique. Légende: a – courbe de premier pont; b – courbaton du haut pont; c – serre-gouttière; d – dalot; e – faix de pont; f – bordage qui couvrent le pont; g – travertin de l'affut; h – bau; k – roue de l'affut; l – allonges; m – genou de fond
- Nicolas Ozanne. Construction des vaisseaux. Membres du vaisseau détachés les uns des autres.
F – courbe d'étambot;
P – courbe d'arcasse;
s – courbes des bittes;
25 – courbes du passe-avant;
27 – courbes capucines de l'éperon;
31 – guirlande des écubiers, etc.

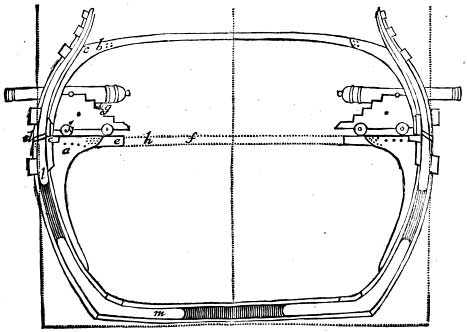
Nicolas Aubin. Dictionnaire de marine. Gabarit d'un vaisseau vers 1700 (Première figure). Les courbes et aiguillettes sont exagérées par souci didactique. Légende: a – courbe de premier pont; b – courbaton du haut pont; c – serre-gouttière; d – dalot; e – faix de pont; f – bordage qui couvrent le pont; g – travertin de l'affut; h – bau; k – roue de l'affut; l – allonges; m – genou de fond
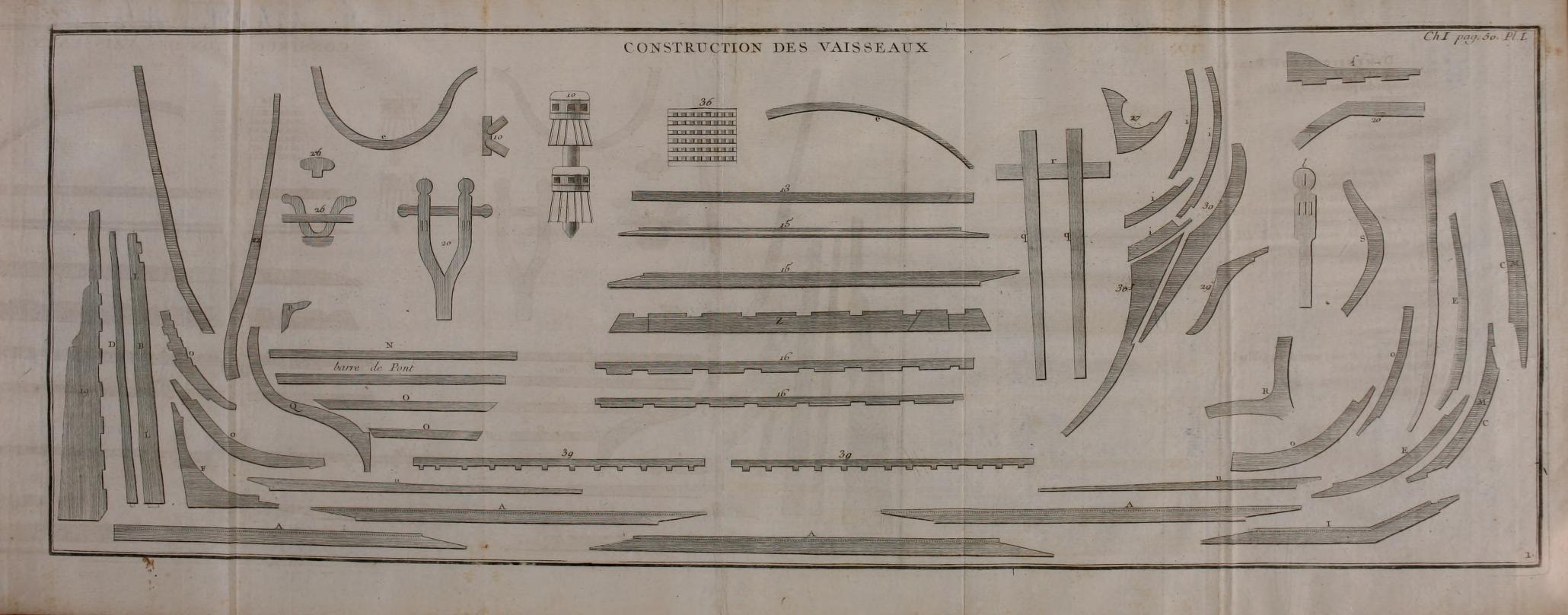
Nicolas Ozanne. Construction des vaisseaux. Membres du vaisseau détachés les uns des autres. F – courbe d'étambot; P – courbe d'arcasse; s – courbes des bittes; 25 – courbes du passe-avant; 27 – courbes capucines de l'éperon; 31 – guirlande des écubiers
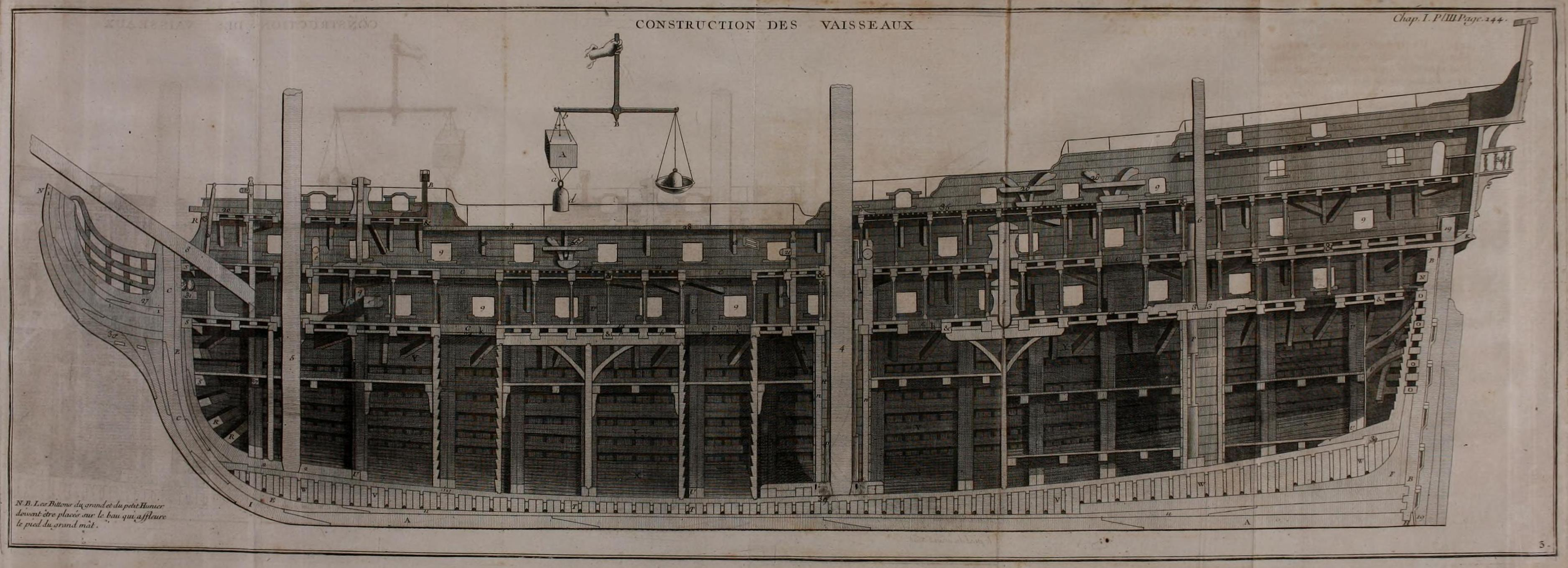

Extrait de l'ouvrage de Louis Joseph Marie Achille Goujon, Des bois propres aux constructions navales, manuel à l'usage des agents forestiers et maritimes. de 1807, qui « figurent les bois sur pied, sous les différentes formes qu'ils ont reçu de la nature, qui les rendent propres à l'usage de la marine ».

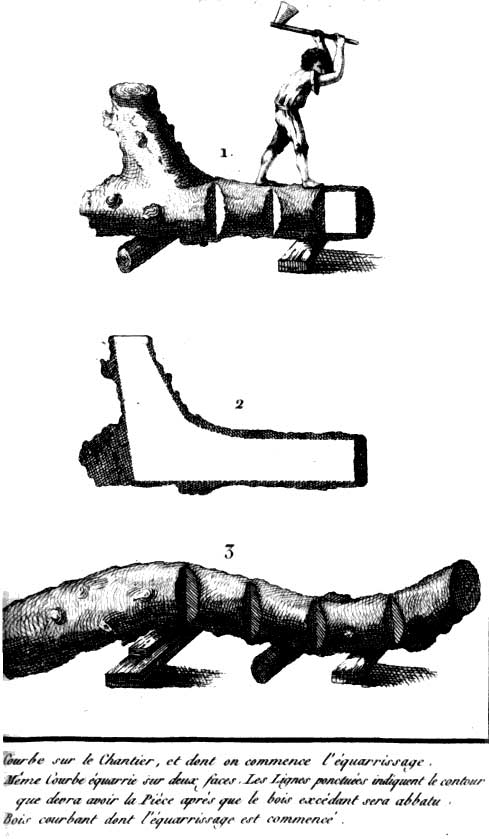
Courbe sur le chantier dont on commence l’équarrissage.
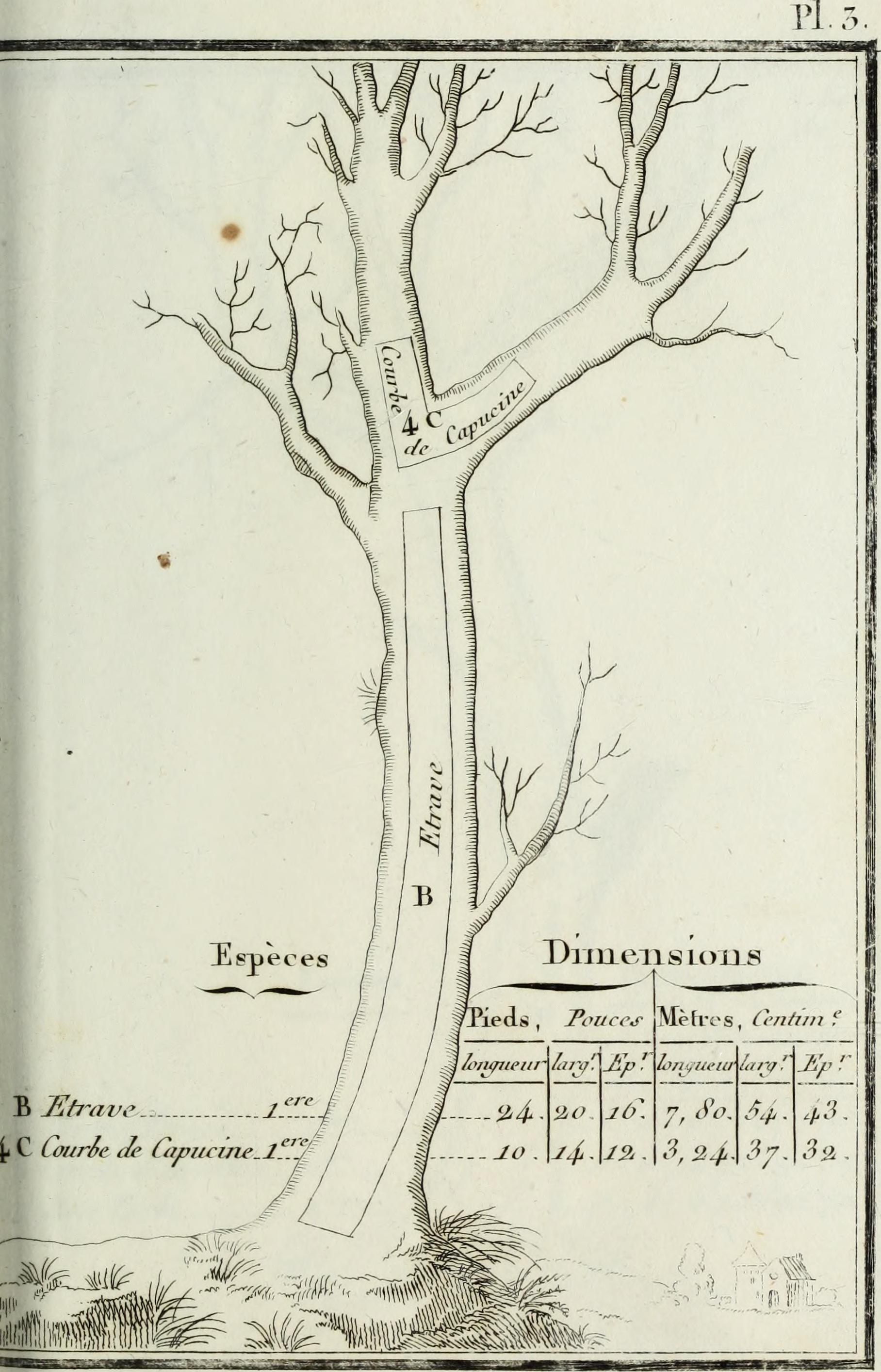
Étrave; Courbe de capucine
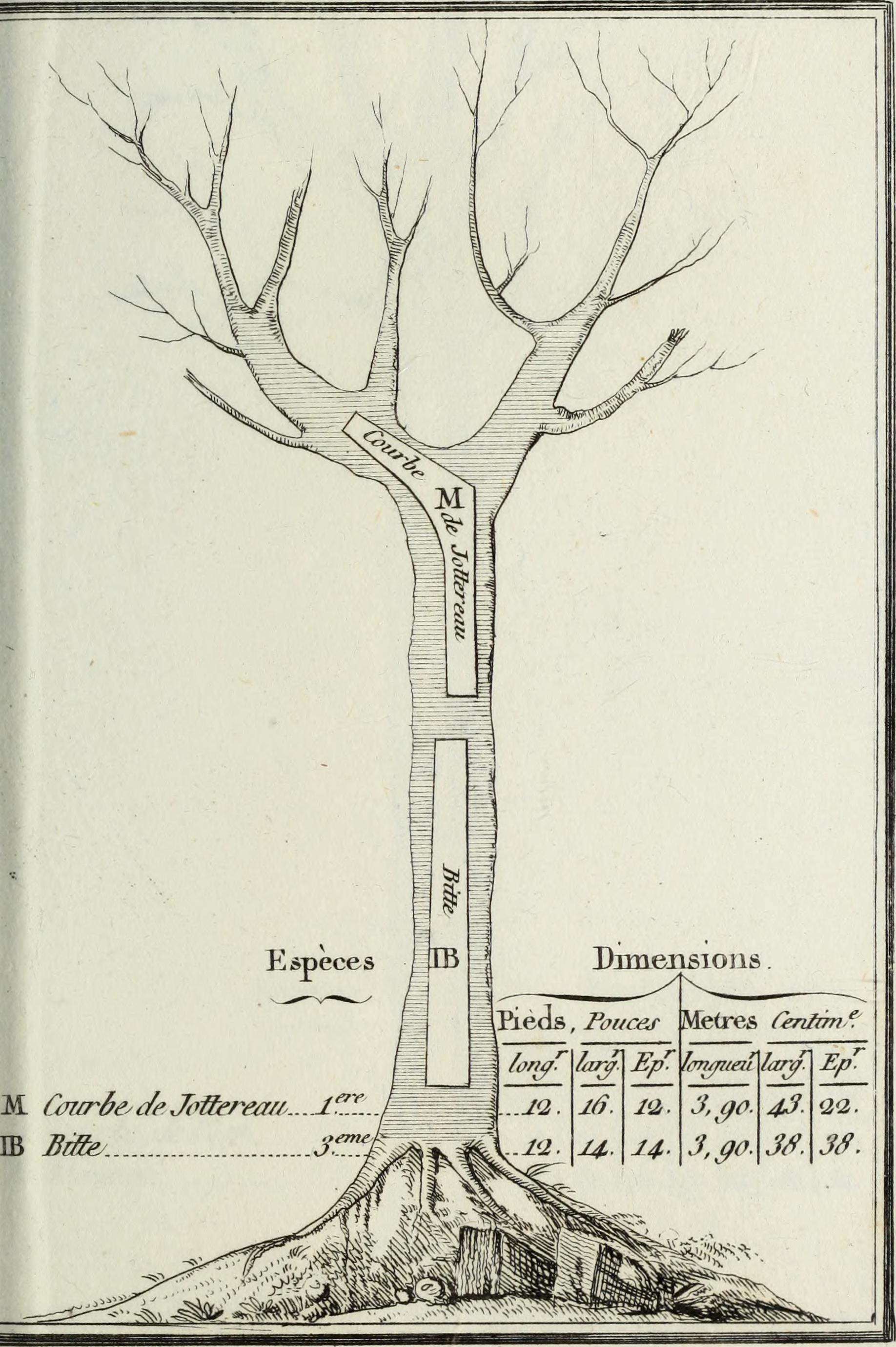
Courbe de jottereau, bitte
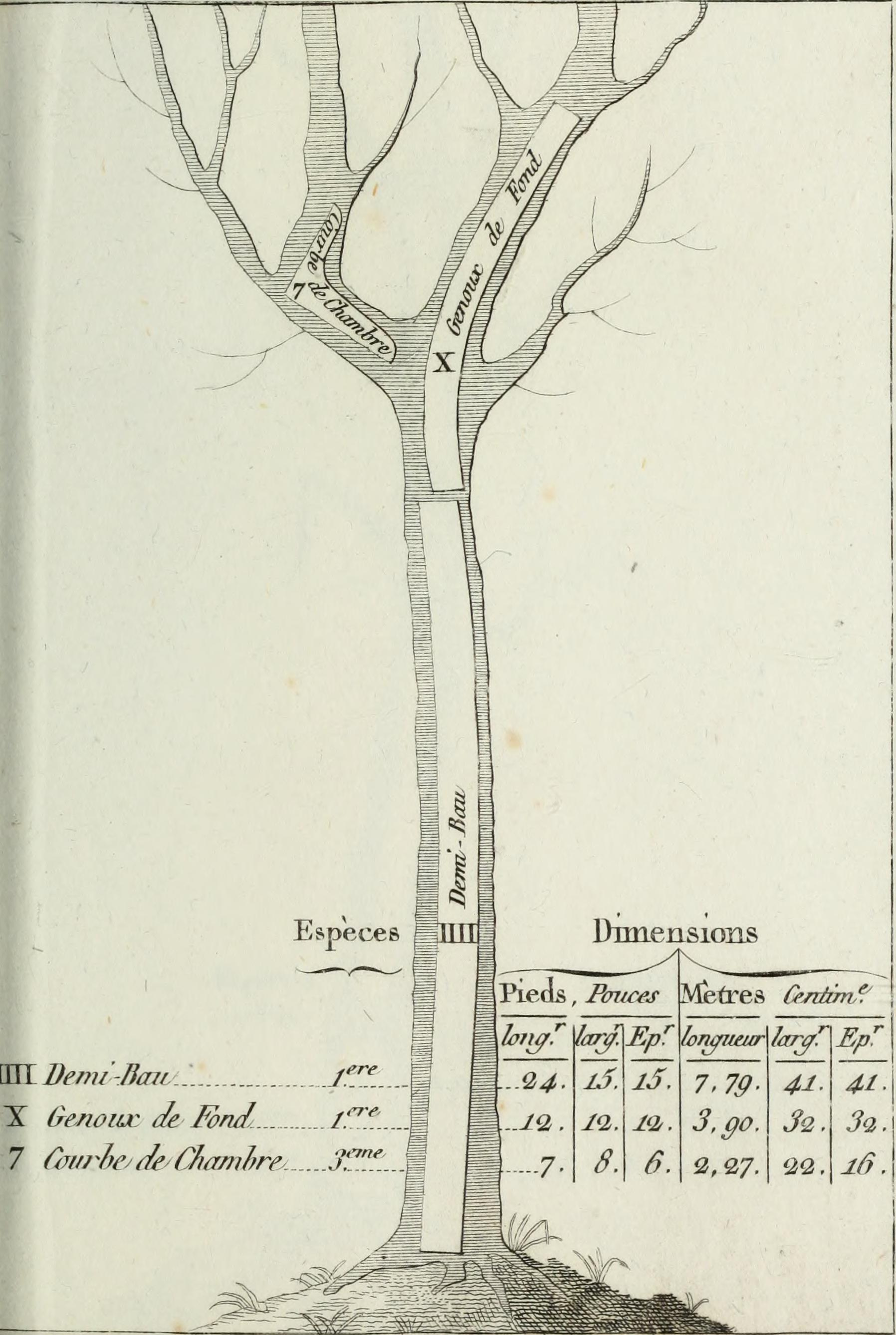
Demi-bau, Genoux de fond, Courbe de chambre
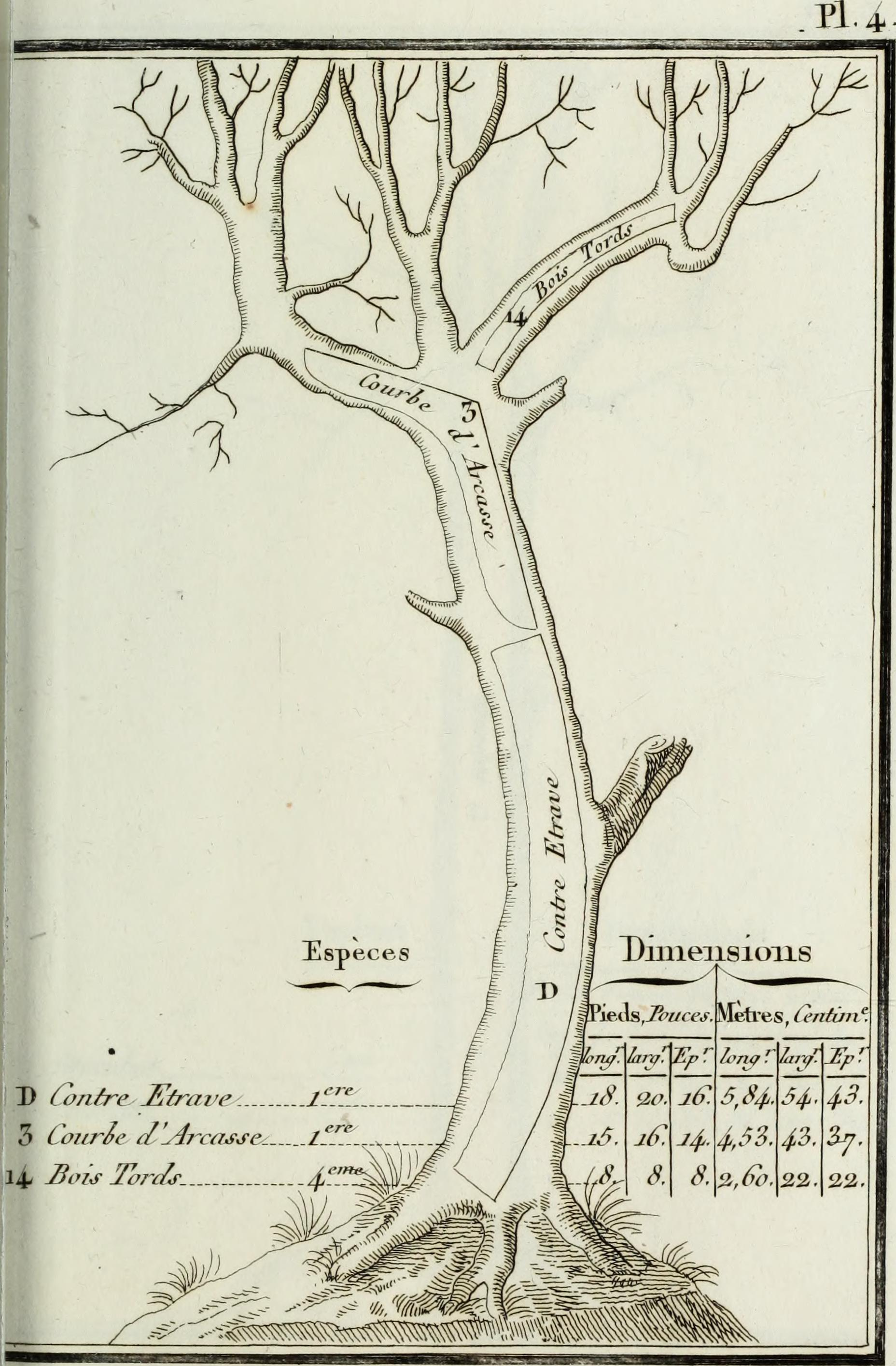
Contre-étrave, Courbe d'arcasse, Bois tords
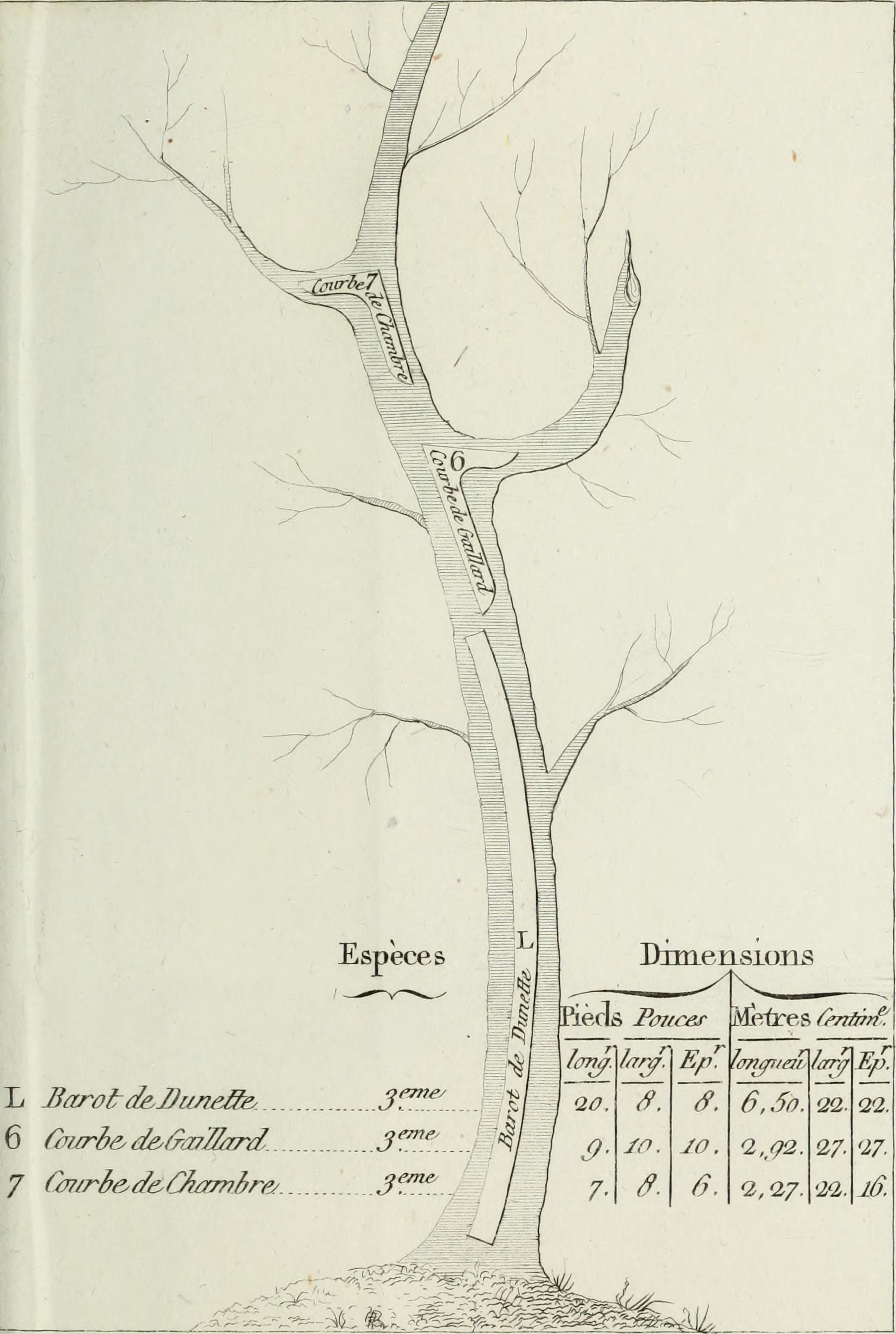
Barrot de dunette; Courbe de gaillard; Courbe de chambre
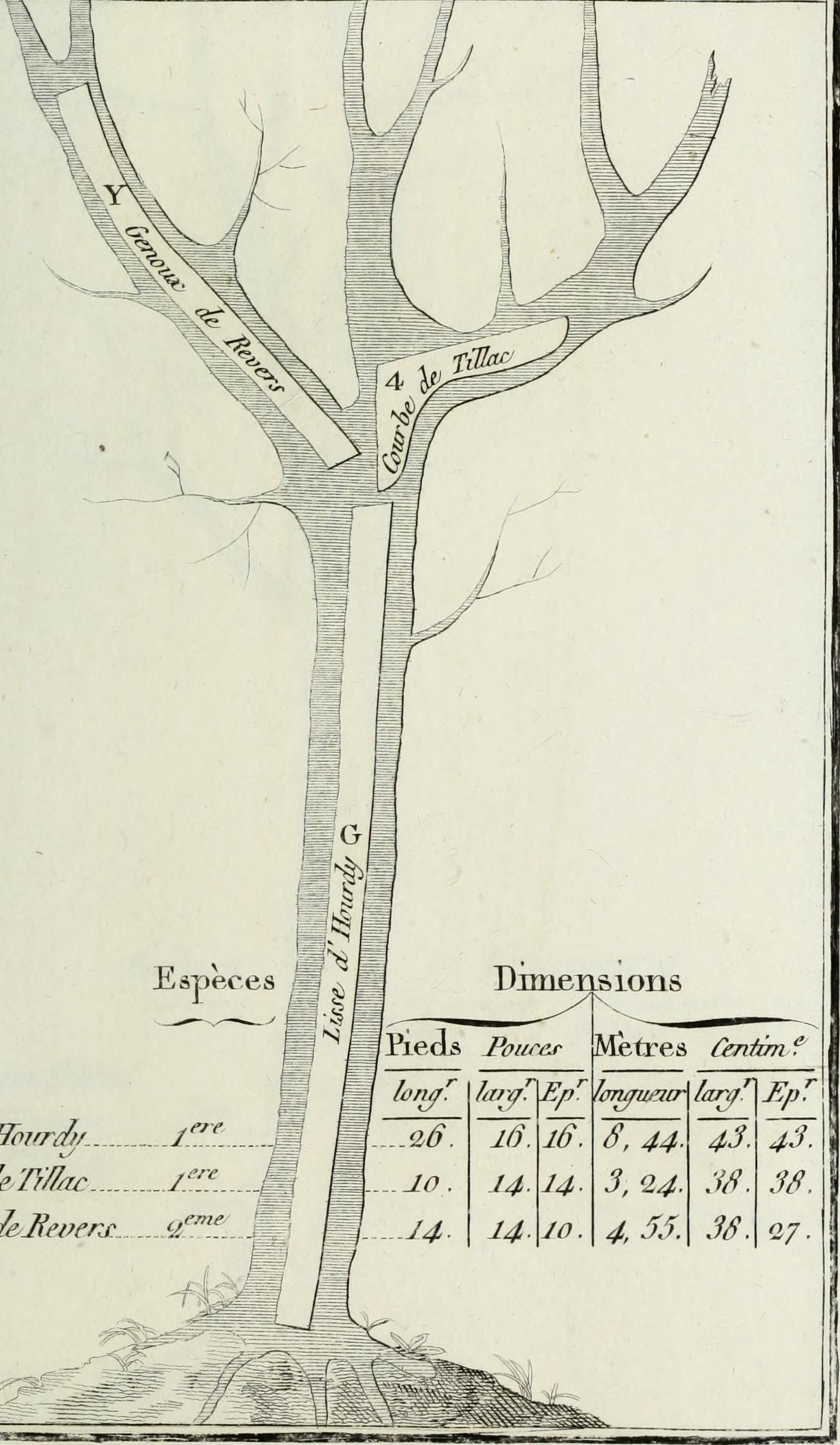
Courbe de tillac, Genoux de revers, Lisse d'Hourdy
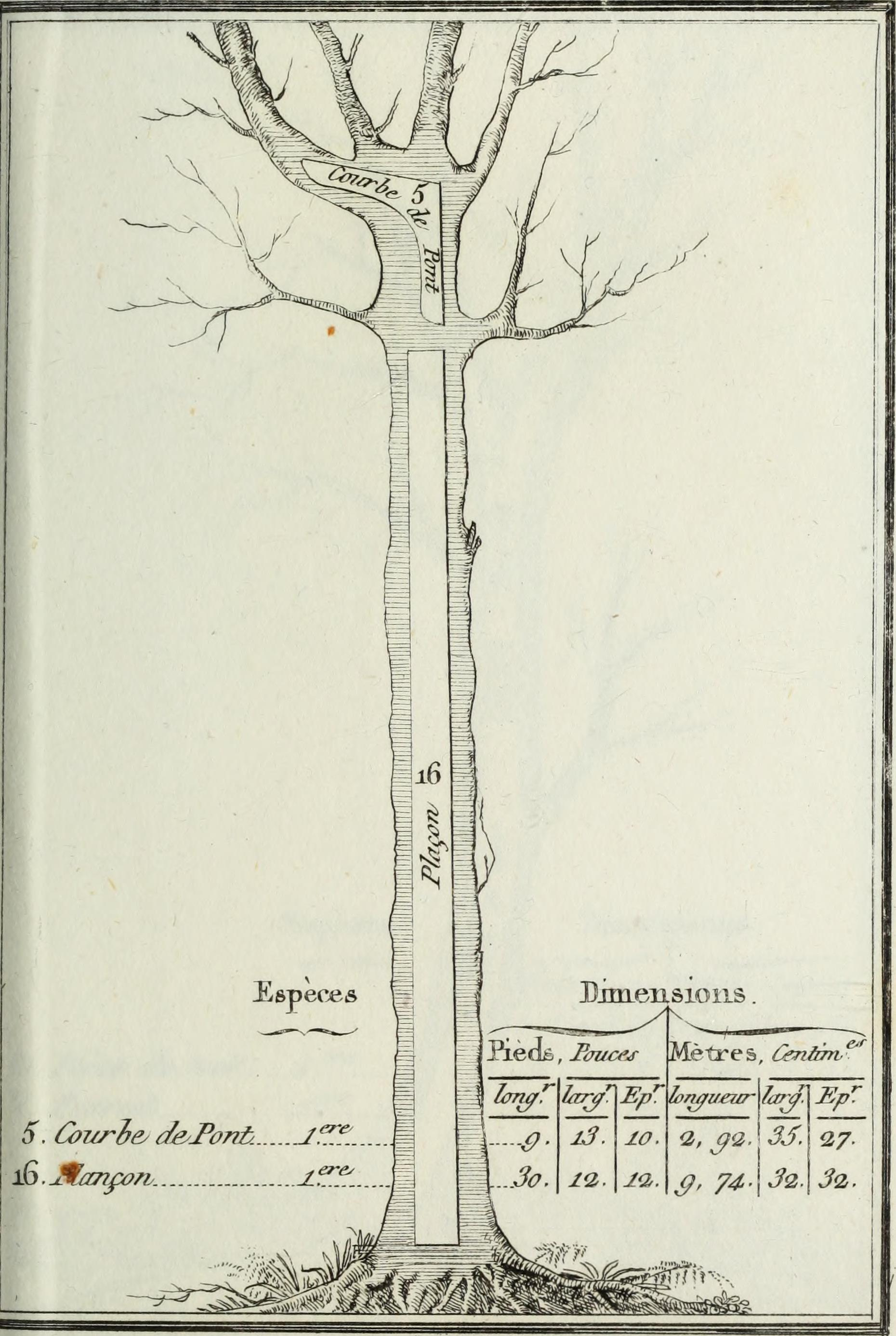
Courbe de Pont; Plançon
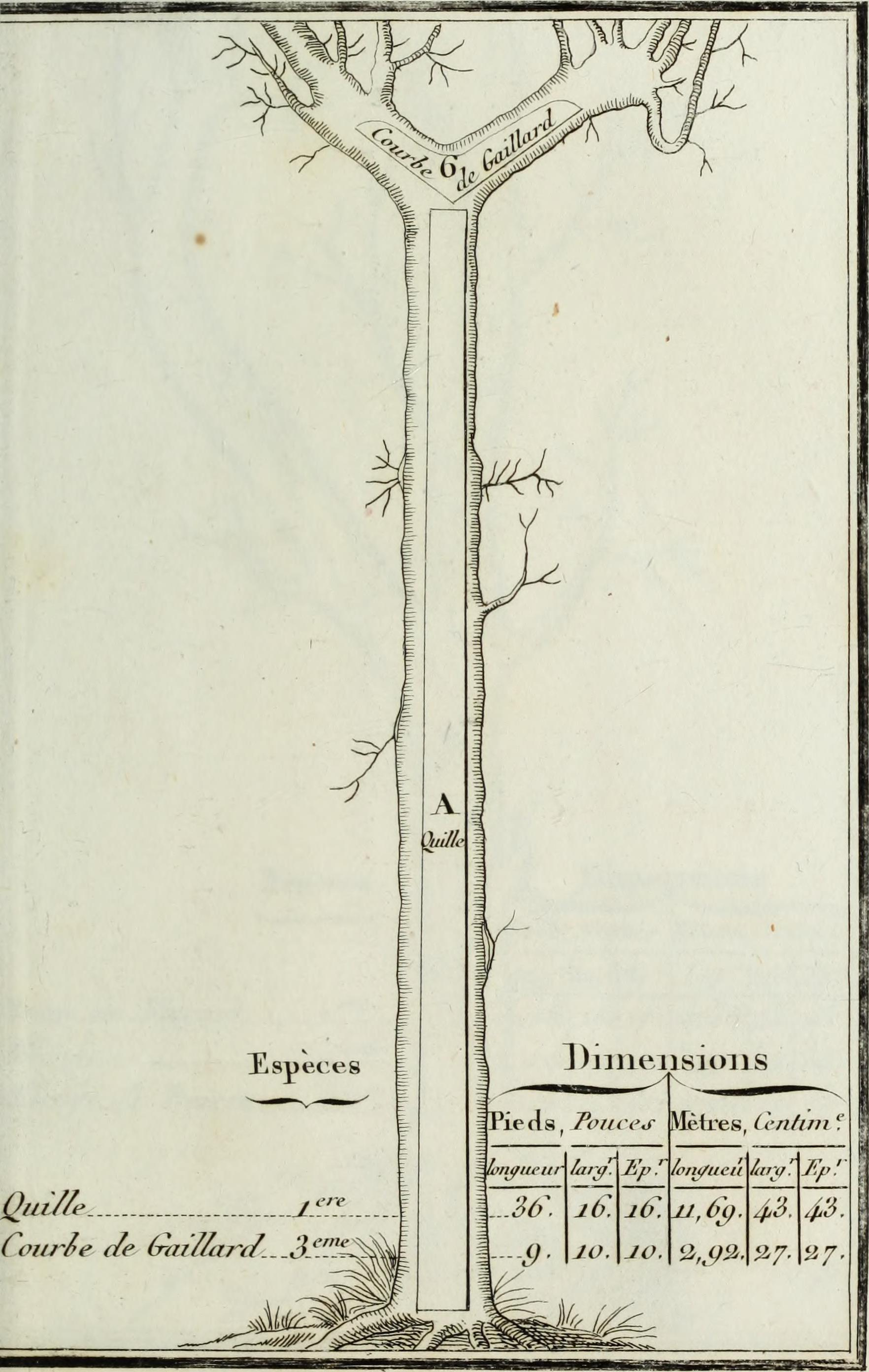
Quille, Courbe de gaillard

## Courbes en fer
Les courbes originairement en bois, seront établies par la suite en fer, en raison de leur pénurie chronique.

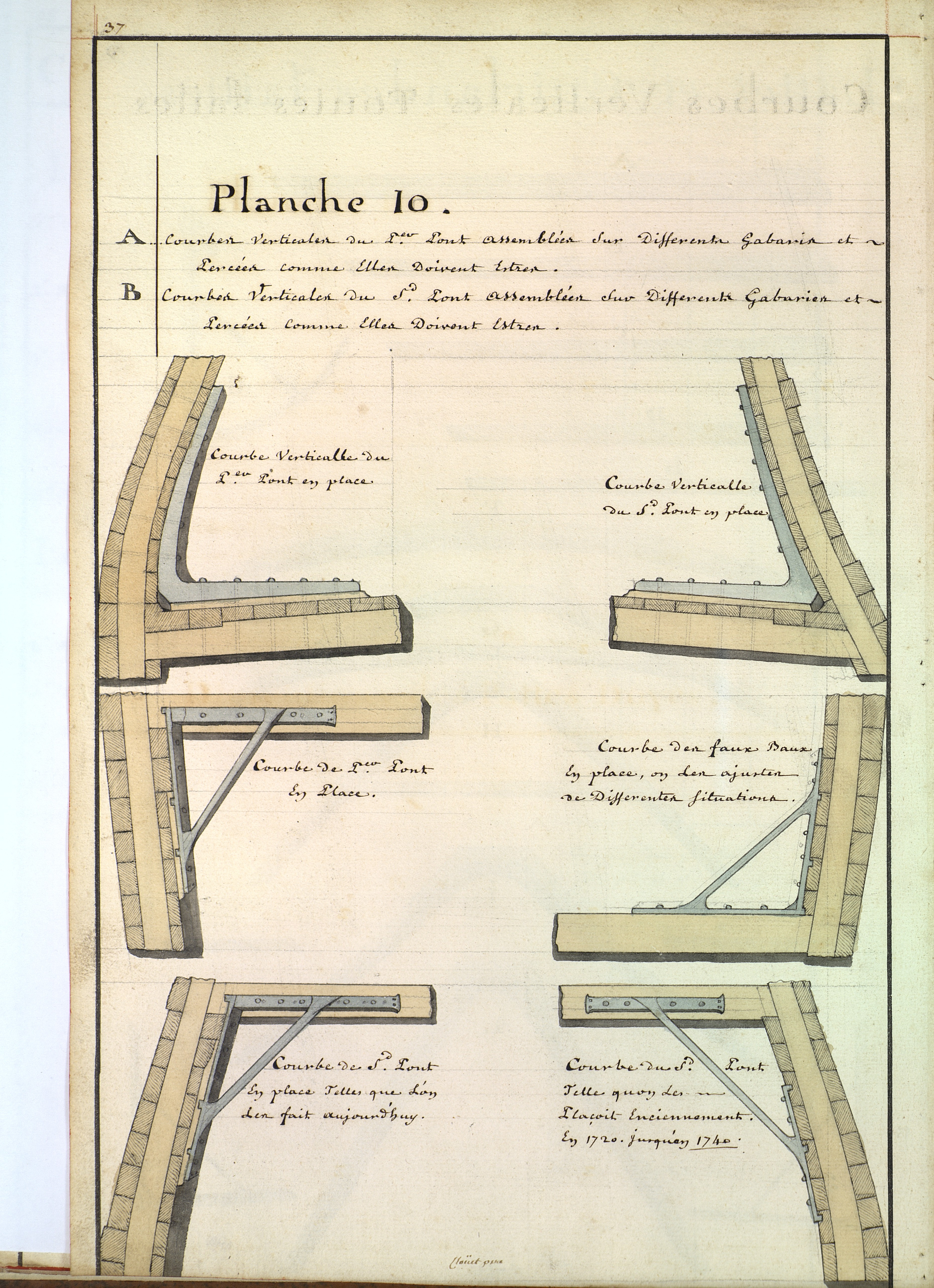
Courbes verticales de premier et second ponts
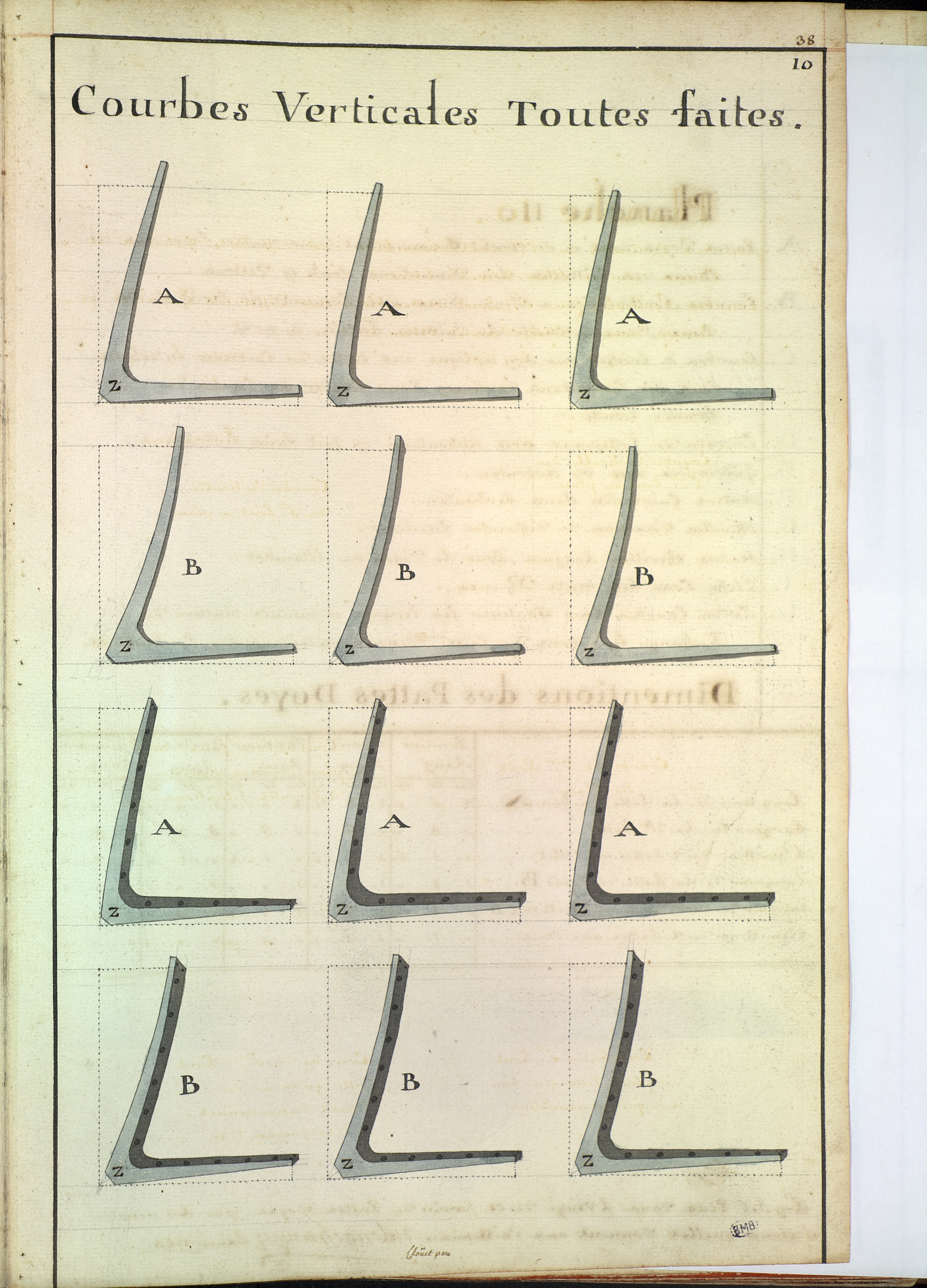
Courbes verticales assemblées
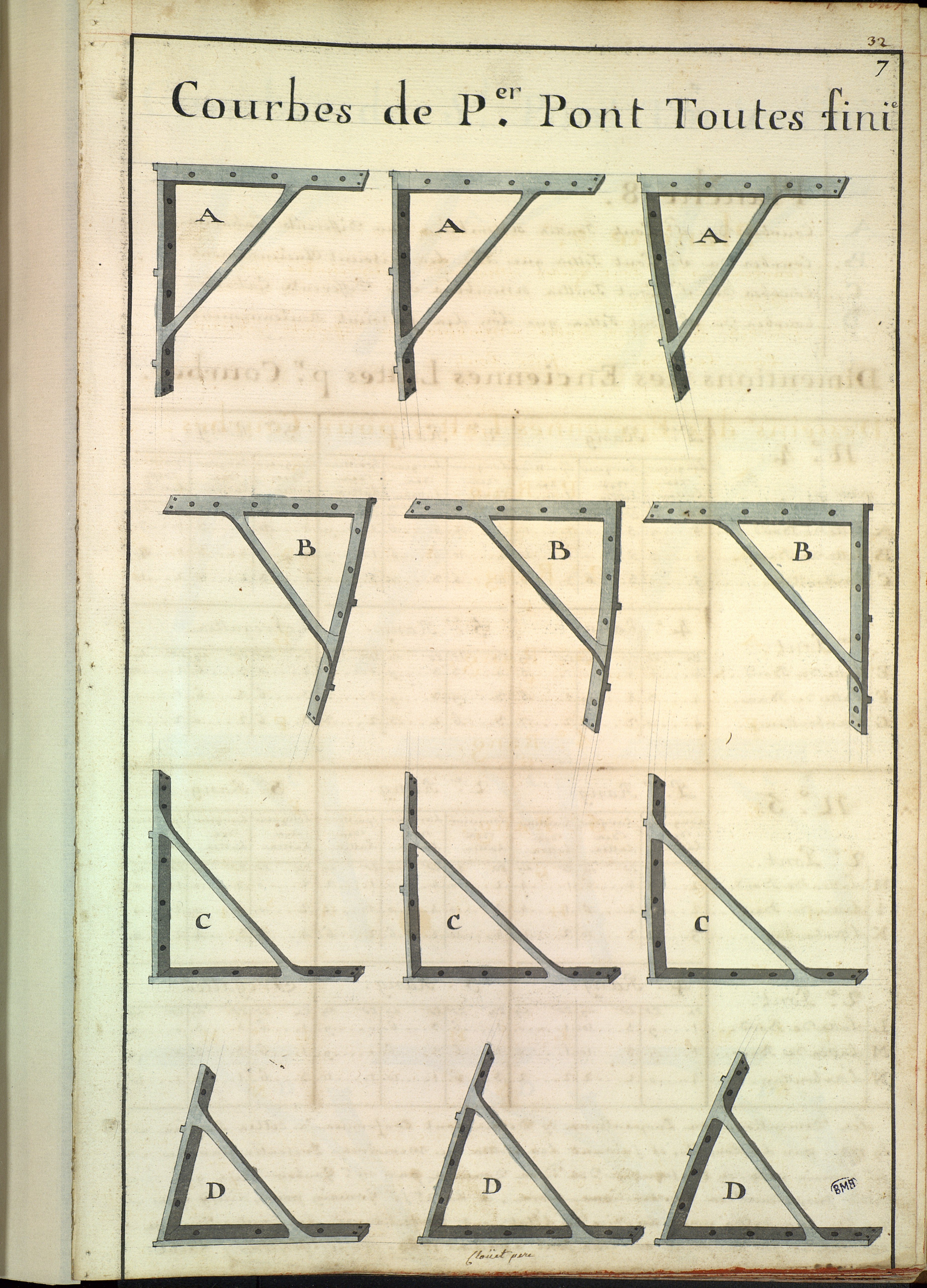
Courbes de premier pont assemblées (1763)
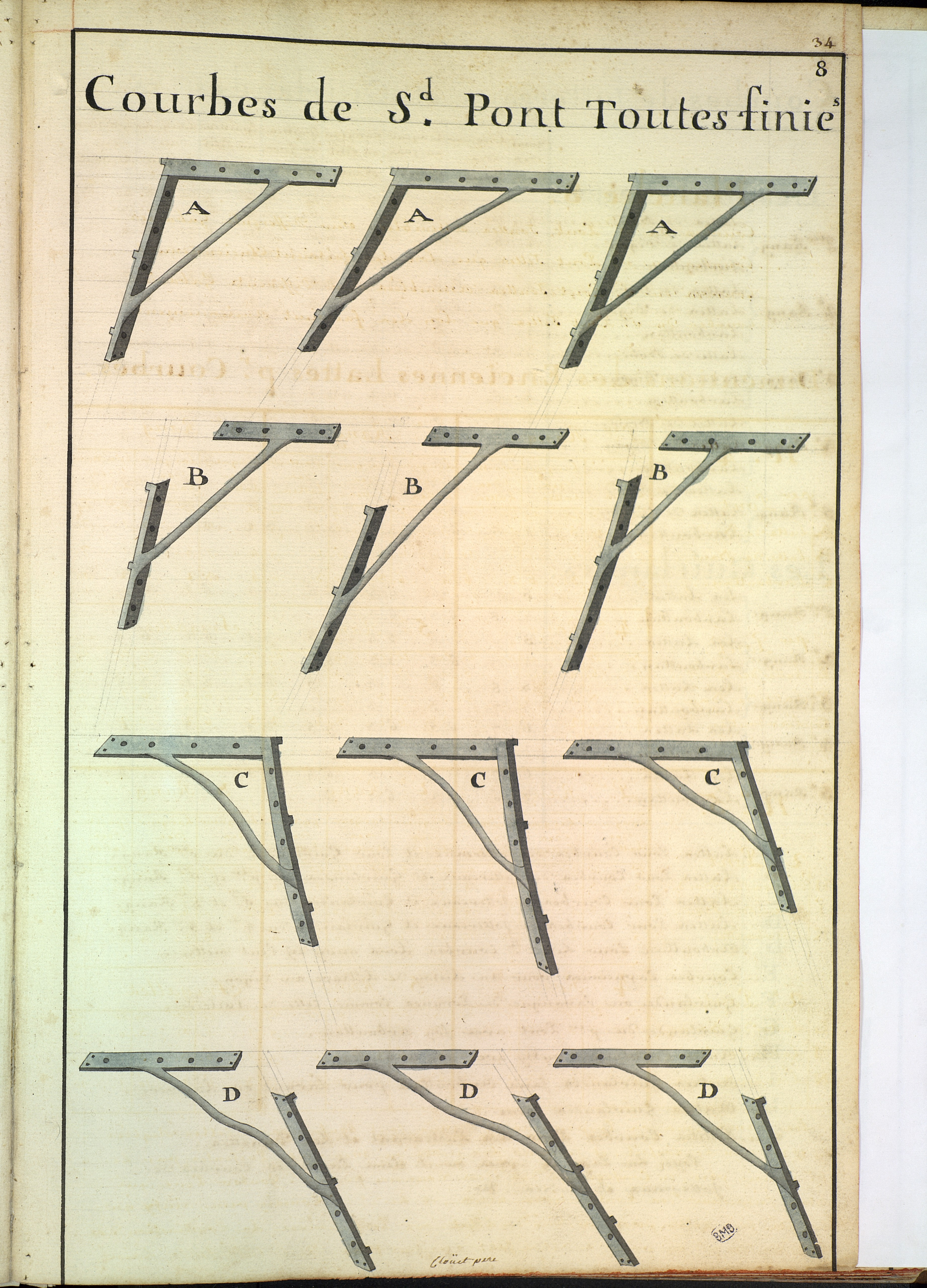
Courbes de second pont assemblées (1763)
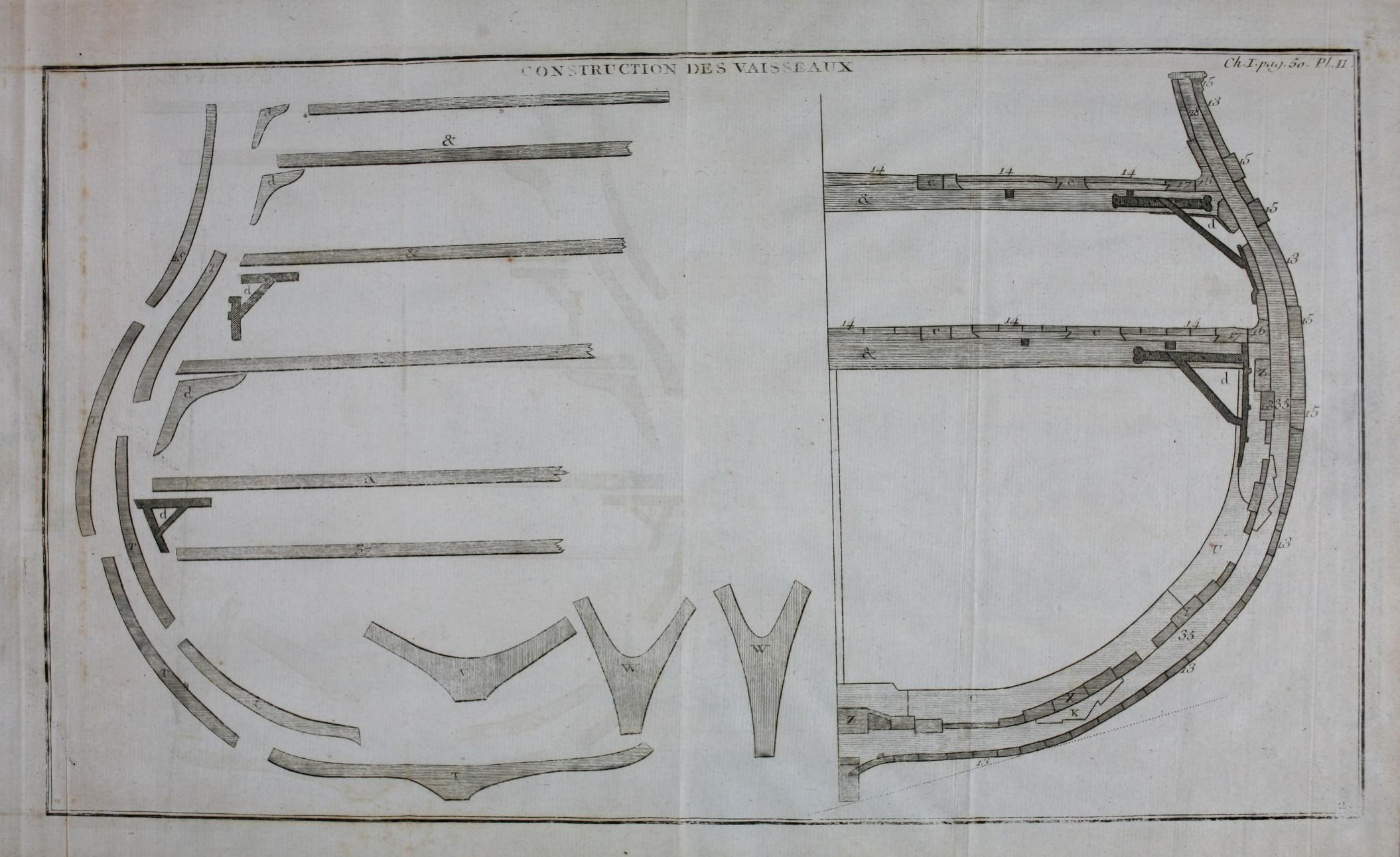
Nicolas Ozanne. Construction des vaisseaux. Membre du vaisseau détachés les uns des autres. Couple; en d — « courbes des baux » ou « goussets de barrot », en bois et en fer.

## Kneesde la marine anglaise

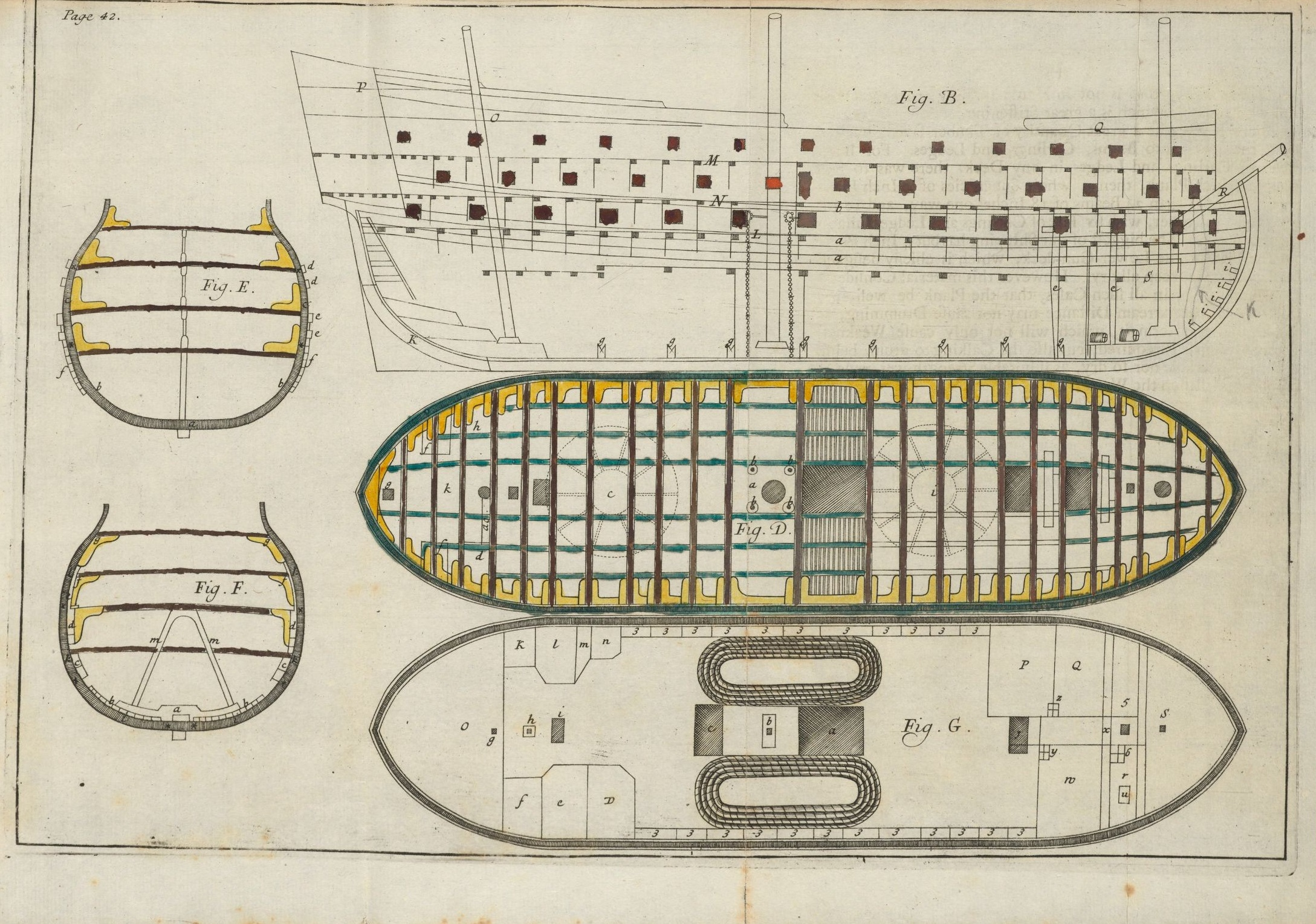
Implantation des courbes. William Sutherland, The ship-builders assistant, 1711

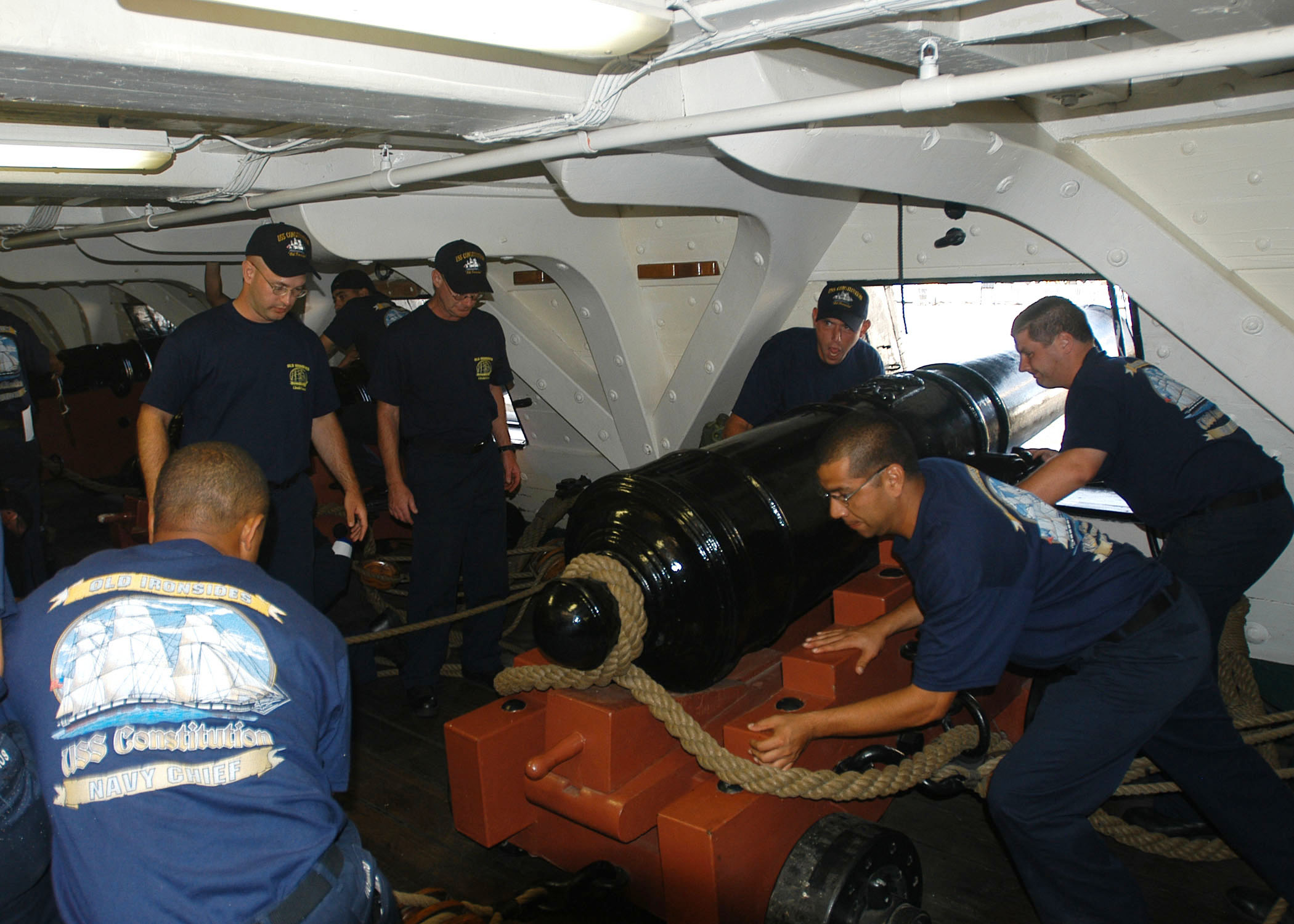
Mise en batterie d'un Canon de 24 livres à bord de l' en 2005. Courbes (Dague knee) visibles au-dessus du sabord.

Les courbes sont en anglais appelées « knee » ou ship’s knee .
Communément utilisé dans la construction navale, et aussi pour sa capacité à réduire l'empiétement de la structure sur l'espace utilisable dès lors qu'il n'y a pas d'écoinçon (sprandel).  De plus, le courbe augmente l’espace utilisable dans un comble en créant un espace semblable à un mur nain (kneewall-like). 
En anglais les ship’s knee a deux parties appelées arm (bras, plus court) et body (corps, plus long). Les surfaces extérieures aboutissent à un angle (généralement à 90 degrés dans les bâtiments) appelé heel (collet).  La surface intérieure conserve sa forme naturelle et la courbure s'appelle bosom. L'épaisseur entre heel et bosom est appelé throat (gorge).  Les extrémités du bras et du corps sont les toes (orteils). 
En anglais les dénominations des coudes d'un navire (knee) sont basées sur sa position,:
- Hanging knee — le bras est baissé;
- Standing knee — le bras est levé;
- Lodging knee — le bras est sur le côté;
- Boson knee ou lap knee, (pas clair);
- Quarter knee — scié sur quartier donc plus petit mais sans la moelle (centre des cernes de croissance) donc moins enclin à se fendre;
- Dague knee — dans les navires, un genou suspendu se déporte légèrement en diagonale pour dégager un obstacle, tel qu'un sabord dans un navire de combat [11].

Les knees peuvent être assemblés à goujon (blind pegged) avec des mortaises à queue-de-renard (foxtail wedges) aux deux extrémités ou bien boulonnés.